# Elaphria andersoni
Elaphria andersoni är en fjärilsart som beskrevs av William Schaus 1940. Elaphria andersoni ingår i släktet Elaphria och familjen nattflyn. Inga underarter finns listade i Catalogue of Life.